# Actinopodidae
Actinopodidae là một họ nhện. Họ này gồm có 3 chi và 42 loài. Chúng phân bố ở Úc, Nam Mỹ, và Trung Mỹ. Họ này bao gồm chi ở Úc Missulena, được gọi là nhện chuột khá độc.

## Các chi
- Actinopus Perty, 1833 — South America
- Missulena Walckenaer, 1805 — Australia, Chile
- Plesiolena Goloboff & Platnick, 1987 — Chile